# Puerto de Areta
El puerto de Areta es una elevación de la comunidad autónoma española de Navarra.

## Descripción
Hacia mediados del siglo XIX, era referido como una «elevada montaña» cercana a Abaurrea Baja, Izal y Uscarrés. Aparece descrito en el segundo volumen del Diccionario geográfico-estadístico-histórico de España y sus posesiones de Ultramar de Pascual Madoz con las siguientes palabras:

ARETA (puerto de): en el valle de Aezcoa, prov. de Navarra, part. jud. de Aoiz; es una elevada montaña, en cuyas inmediaciones se hallan el l. de Abaurrea-baja, y las v. de Izal y Uscarres del valle de Salazar. Abunda en robles, hayas y pastos para toda clase de ganados, y nace en ella un riach. que pasa por la izq. de Imirizaldu, l. del valle de Urraul-alto, y continuando por el de Urraul-bajo confluye en el r. Salazar antes de llegar á Lumbier.
(Madoz, 1845, p. 530)